# Plná penze
Plná penze je označení pro způsob stravování poskytovaného ubytovacím zařízením - hotelem nebo penzionem. Součástí plné penze jsou tři denní jídla, obvykle snídaně, oběd a večeře; výjimečně svačina mezi obědem a večeří. Nápoje ve většině případů nejsou do plné penze zahrnuty.
Plná penze tedy znamená, že jsou poskytována tři denní jídla.
Dále je možno se setkat se souvisejícím pojmem polopenze, All inclusive, nebo Bed and Breakfast.